# Møn
Møn er en ø ud for Sydsjællands østkyst. Mod nord skiller Ulvsund Møn fra Sjælland, mod vest skiller Grønsund øen fra Falster. Indtil 1. januar 2007 var Møn en selvstændig kommune, men den er nu en del af Vordingborg Kommune efter sammenlægning med de tidligere kommuner Langebæk og Præstø.
Møn er forbundet med Sjælland af Dronning Alexandrines Bro. Nord for Møn findes den lille ø Nyord, og mellem Møn og Sjælland i Stege Bugt ligger også øen Lindholm med Statens Veterinære Institut for Virusforskning. Endvidere er Møn forbundet med Bogø med en dæmning over Barholm og er ad den forbundet med motorvej E47 på Farø.

## Historie
De første mennesker bosatte sig på Møn for omkring 10.000 år siden. På det tidspunkt var øen en del af det europæiske fastland.
I ældre stenalder (6800-3900 f.Kr.) er der fundet små flint- og knogleredskaber for, som beviser at indbyggerne på øen levede af jagt og fiskeri. Landskabet var stort set skovklædt med hassel og i stigende grad ege- og elletræer. Fra omkring 5400 f.Kr. var genplantningen fuldført, og dannede en utilgængelig skov og fortrængte de sidste af de store dyr som urokse og elge ud. Der er fundet menneskelige boliger langs den østlige kyst.
I yngre stenalder, (3900-1700 f.Kr.) blev der handlet med flint, guld, kobber og bronze. I denne periode begyndte man at bygge grave for de døde, og der er fundet bopladser ved Rødkilde. Perioden fra 2400-1700 f.Kr. er kendt som Dolktiden efter de dengang almindelige flintdolke. Fra syd blev der importeret bronze.
I enkeltgravskulturen omkring 2000 f.Kr. kom en ny bølge af mennesker til Møn. De medbragte geder, får og heste og stridsøkser af sten. Man brugte enklere grave med små rundhøje.
Fra vikingetiden (800-1050) er der fundet to skattesamlinger.
Fra 900-1000 e.Kr. blev skovene efterhånden ryddet, og der var en profitabel handel med korn til de baltiske lande. Øens relative rigdom og store befolkning er indikeret af det store antal kirker, der blev bygget på det tidspunkt. Imidlertid øgede denne rigdom sandsynligheden for vendiske plyndringer. Dette førte igen til den bevidste tilbageholdelse af nogle kystnære skovområder som beskyttelse mod plyndringerne.
I middelalderen havde Møn stor økonomisk betydning på grund af af sildefiskeriet i Øresund og de nærliggende skånemarkeder. Både Stege og Borre var købstæder og betydelige byer. Steges borg, Stegeborg eller Stegehus, var en af landets vigtigste fæstninger.
Efter at Møn blev plyndret af venderne, blev øen under Valdemar 1. den Store udgangspunktet for togter til Rügen. I 1252 erobrede tyskeren Henrik af Æmeltorp Møn, og i 1289 blev øen angrebet af de fredløse og nordmændene. Under Lübecks krig mod kong Hans blev Borre ødelagt, mens Stege under Anders Bille slog angrebet tilbage. Under Grevens fejde sluttede mønboerne sig til oprørerne, og Steges borgere erobrede Stegehus og ødelagde det. Det depotfund fra perioden, kaldet møntskatten fra Møn, blev fundet i 2012.
I svenskekrigen 1658-60 forsvarede Møn sig længe, først under Just Ebel og siden under Hans Schrøder (senere adlet som Hans von Løwenhielm). Til sidst gik svenskerne i land fra Bogø og slog forsvarerne ved Lille Damme på Maderne. Møn blev plyndret og rejste sig kun langsomt efter dette tab.
I 1664 blev Møn pantsat til den hollandske købmand Gabriel Marselis, og efter hans død i 1672 blev den overtaget af sønnen Vilhelm (adlet under navnet Gyldencrone). I 1684 blev pantet indløst.
I 1685 blev hestegarden forlagt til Møn, og chefen Samuel Christoph von Plessen blev også amtmand på øen. Det betød en yderligere nedgang for Møn. Jord blev konfiskeret fra bønder til brug for græsning, og bønderne fik yderligere plager i hoveri og plyndringer. Da øen var helt udpint, måtte garden flytte i 1697. Der blev lagt sag an mod Plessen, som blev sat i fængsel, hvor han døde i 1704.
1696 blev vornedskabet ophævet på Møn på den betingelse, at bønder, der havde mere end én søn, skulle lade en søn uddanne i sømandsskab. Derfor oprettedes en navigationsskole i Stege i 1701; den blev i 1727 flyttet til København.
I 1769 blev det mønske krongods opdelt i fem hovedgårde udbudt til salg. Bønderne forsøgte selv at købe dem; det lykkedes kun delvis, og omkring halvdelen af bønderne blev fæstebønder under de fem nye godser: Marienborg, Fanefjord, Sønderskov, Nordfelt, og Klintholm, samt noget strøgods eksempelvis Liselund og Ålebækgård.
I 1890 boede der 1.969 i Stege og 13.174 i landdistrikterne , men i løbet af århundredet faldt befolkningstallet som på mange andre øer. Affolkningen stoppede i 1970'erne, og siden har indbyggertallet været nogenlunde konstant.

## Gravhøje
De to med dæmning forbundne øer Møn og Bogø med et samlet areal på kun 231 km² har 119 kendte stengravhøje fra bondestenalderen. Af dem er 38 bevaret og fredet. De 21 er jættestuer fra Tragtbægerkulturen (3.500-2.800 f. Kr.).
Grønsalen fra den yngre stenalder cirka 3.500 f. Kr. er en 102 meter lang, 13 meter bred og 2 meter høj langdysse syd for Fanefjord Kirke og øst for Fanefjord. Højen, der også kaldes Grønjægers Høj eller Grønjæger og Fanes Sal, indeholder tre gravkamre, men kun det vestlige gravkammer er intakt og urørt med en stor dæksten. Højen blev frivilligt fredet allerede i 1831. Dyssen, som er omgivet af 145 store randsten, er navngivet efter sagnkongen Grøn, der var gift med Fane. Langdyssen er offentligt tilgængelig.
Kong Asgers Høj er en jættestue en kilometer nordvest for landsbyen Sprove. Den er åben for offentligheden, men det anbefales at medbringe en lommelygte. På østsiden fører en 11 meter lang gang ind til et 10 meter langt og 2 meter bredt og næsten fuldstændig symmetrisk rum opbygget omkring gangåbningen i midten af kammerets sydøstlige langside. Højen er rejst af 19 bæresten og 7 dæksten og er dateret til 3.300-3.200 f.Kr. Man kan bevæge sig oprejst rundt i kammeret. I kammerets gavle står begge steder to dæksten, og gavlene er i begge identisk tilspidsede ud mod højen. Loftet plant på grund af dækstenenes flade og måske i stenalderen af kløvede nedadvendte sider og af de under opførelsen placerede indskudte sten over kammerets bæresten, således at dækstenene fik en plan flade at ligge på.
Sprove stordysse er en runddysse kun 150 meter syd for "Kong Asgers Høj" er tragtbægerkulturens overgangsform mellem de mindre dyssekamre forbeholdt enkeltpersoner og de store fælles jættestuegrave. I 1943 blev dyssen fredet og restaureret. På toppen af dækstenen ses også flere skålgruber indhugget i bronzealderen (1.700-500 f. Kr.). Graven, eller stedet, har indgået i kulten mere end 1.500 år efter dens opførelse omkring 3.300 f. Kr.
Sømarkedyssen øst for Sømarke ligger på Stendyssevej. På en bakketop ligger et fritstående stort dyssekammer med en kort gang. Dyssen er bygget af syv bæresten og en stor dæksten. Dækstenen er kendt for dens 180 skåltegn fra bronzealderen.
Klekkende Høj er en tvillingjættestue mellem Tostenæs og Røddinge cirka 10 kilometer sydvest for Stege. Jættestuen er anlagt 3.300-3.200 f.Kr og fremstår i dag nyrestaureret. I jættestuens ene kammer findes en rekonstruktion af, hvordan et jættestuekammer har set ud i stenalderen. Højens indre er opdelt i to 1,25 meter høje og 9 meter lange kamre, der kan nås ad hver sin 8 meter lange gang.
Jordehøj jættestue er en velbevaret jættestue anlagt i yngre stenalder (3.500-2.800 f.Kr.) og tilhører tragtbægerkulturens megalitanlæg. Gravkammeret ligger helt indesluttet og beskyttet i en stor høj, ligesom da den blev anlagt. På den anden bæresten i kammergangens vestre side ses otte indhuggede skåltegn, som sandsynligvis er tilføjet i bronzealderen omkring 1.500 år efter jættestuens opførelse. Jættestuen er tilgængelig fra offentlig vej cirka tre kilometer vest for Lendemarke og Stege. En pælemarkeret trampesti fører langs markskellet frem til højen.
- Langdyssen Grønsalen.
- Klekkende Højs sydgrav.
- Kong Asgers Høj.
- Sømarkedyssen.

## Kultur og turisme
Møn er kendt for naturskønhed, gode badestrande, kirker med kalkmalerier af Elmelundemesteren og Møns Klint. Øen tiltrækker cykelturister, og særligt tyske turister besøger øen.
En af de største trækplastre er Møns klint på det østligste Møn. I 2007 åbnede GeoCenter Møns Klint ved klinten, der beskæftiger sig med Danmarks geologi og natur.
Møns hovedby Stege har et af de mest velbevarede fæstningsanlæg i Norden, og det velbevarede middelalderlige gadenet. Mølleporten i Stege fra slutningen af 1400-tallet er enestående som en bevaret byport fra middelalderen. Bag voldanlægget gemmer sig et autentisk købstadsmiljø og Møns Museum.
Flere af kirkerne på øen har velbevarede kalkmalerier af Elmelundemesteren i 1500-tallet.
Møn og de nærliggende øer Nyord og Bogø blev i 2017 udpeget som biosfærereservat under UNESCO.
Møns Klint er 7 kilometer lang og op til 128 meter høj. Klinten strækker sig fra Møns Fyr i syd til Liselund Slotspark i nord. Møns Klint består af op til hundrede meter høje kridtaflejringer dannet i slutningen af kridttiden for omkring 75 millioner år siden.
I 2007 åbnede GeoCenter Møns Klint ved klinten - et oplevelsescenter og museum om Danmarks geologi og natur. Museet viser, hvordan skiftende geologiske forhold i kridttiden, tertiærtiden og kvartærtiden og meteoritnedslag, vulkanudbrud, gletsjere og smeltevand har været med til at forme landskabet. Man kan også se, hvordan dyrelivet har udviklet sig fra simple organismer som alger og plankton til store havdyr som hajer og uddøde hvaler og kæmpeøgler. Man kan se 3D-film om dinosaurer og udstillinger om, hvordan skiftende geologiske forhold i kridttiden, tertiærtiden og kvartærtiden og meteoritnedslag, vulkanudbrud, gletsjere og smeltevand har været med til at forme landskabet. En del af den omkringliggende skov er integreret i museet med svævebane, naturstier og udsigtspunkter over Møns klint.
Liselund Slot og have er et romantisk anlæg med lysthuse, småbygninger og havemonumenter, som ligger ved landsbyen Liselund. En stor del af parken forsvandt ved et jordskred i 1905, bl.a. kapellet og badehuset. Velbevaret til i dag er dog anlæggets centrum, det lille lystslot, i dag kaldet Liselund Gammel Slot. I slutningen af 1800-tallet blev Liselund Ny Slot opført.
Halvøen Ulvshale nord for Stege er dannet af materiale fra Møns Klint, ført dertil af havstrømmene. Landskabet er derfor præget af rækker af lave, parallelle strandvolde af hovedsagelig flintesten. Op igennem 1900-tallet blev kugleflint herfra udskibet og anvendt i cement- og porcelænsproduktion. Centralt på halvøen ligger Ulvshale Skov, der har været fredet siden 1929 og får lov til at udvikle sig som landets oprindelige urskove, med mange døde og væltede træer. Nord for Ulvshaleskoven ligger vidstrakte strandenge, der benyttes som græsning.
Nyord er en lille ø nord for Møn. Her ligger byen og den lille havn. Biler henvises til p-pladsen i byens udkant. Byen er kulturhistorisk interessant ved sit landsbymønster fra før udskiftningen, hvorfor gårde og huse ligger tæt sammen. Den mod øst 420 hektar store strandeng, Nyord Enge, er kendt som et af Østdanmarks største og mest fuglerige strandengsområder.
Klintholm Havn på øens sydkyst er fra 1878. Ud over havnen består bebyggelsen af en havnegade med købmand og restauranter, nogle fiskerhytter, et parcelhuskvarter og en privatudstykket ferieby administreret af Danland. På hver side af havnen ligger der to strande, de er blandt de lokale kendt som den dybe strand og den lave strand. Om sommeren sejler sejlkutteren Discovery turister ud til Møns Klint for at besigtige klinten fra søsiden.
Møn Fyr fra 1845 står på Møns syd-østlige-pynt. I 1999 blev fyret renoveret. Bebyggelsen omkring fyret ligger på lejet grund, ejet af Klintholm Gods. I dag bruges fyret til udlejning af Camping Møns Klint.

## Galleri
- Dronning Alexandrines Bro.
- Landskab på Møns østside.
- Liselund Slot på Østmøn.
- Dæmningen og broen til den lille ø Nyord.
- Nyord Kirke.